# Відносини Німеччини та Тайваню
У 1861 році Пруссія та династія Цін підписали перший китайсько-німецький договір під час експедиції Ейленбурга. Західна Німеччина встановила дипломатичні відносини з Республікою Китай у 1955 році. Після визнання Китайської Народної Республіки в 1972 році дві країни підтримують неофіційні дипломатичні відносини.

## Історія

### Перші роки
Оскільки Тайвань відкрив свої порти для зовнішньої торгівлі в середині 19-го століття, династією Цін, останньою імператорською династією Китаю, німецькі торгові компанії почали створювати присутність на острові. Це був час, коли південні портові міста, такі як Дагоу (Гаосюн) і Аньпін (Тайнань), віддавали перевагу для торгівлі над їхніми північними аналогами, Тамсуй і Кілунг.
Після поразки Цин у Першій японо-китайській війні Тайвань у 1895 році був переданий Японській імперії. Німецька імперія відкрила консульство на річці Тамсуї того ж року перед закриттям у 1908 році урядом Імперської Японії.
У 1896 році заступник державного секретаря Міністерства закордонних справ Хара Такаші розглядав можливість перетворення нової колонії на продовження японської метрополії за прикладом відносин між Ельзас-Лотарингією та Німеччиною, а також між Алжиром і Францією. Навпаки, Гото Шінпей дотримувався думки, що за расовою ознакою тайванці дуже відрізнялися від японців у метрополії, і що з цієї причини острів Тайвань мав мати іншу адміністративну структуру. У 1898 році Гото був призначений головою цивільної адміністрації колоніального уряду Тайваню, і в результаті переважала асиміляційна політика «laissez-faire».
Проте інтереси колоніального уряду у німецьких відносинах зникли не відразу. Через рік Сакатані Йосіро, член Тайванської асоціації, запропонував заснувати японський університет на Тайвані, посилаючись на Страсбурзький університет, хоча це не було зустрінуто схваленням в урядових колах. Крім того, перша зареєстрована японська делегація до Ельзасу-Лотарингії була представлена державним службовцем тайванського колоніального уряду, який відвідав школи та державні установи, такі як суди, в'язниці та міську адміністрацію в 1900 році. Через тридцять років цей чиновник, Ісідзука Ейзо, став губернатором Тайваню. Однак після цього візиту жодна інша делегація, пов'язана з колоніальним урядом Тайваню, не була відправлена в Ельзас-Лотарингію.

### Після Другої світової війни
Після війни Тайвань повернувся до Китайської Республіки, режиму, який скинув Цин 34 роки тому, а Німеччина опинилася під окупацією союзників. Проте з початком холодної війни Федеративна Республіка Німеччини або Західна Німеччина спочатку не визнала Китайську Народну Республіку насамперед через її жорстку антикомуністичну зовнішню політику доктрини Гальштейна, але все ще підтримувала дипломатичні відносини з Китаєм. Китайська Республіка, яка втекла до Тайваню у 1949 році після поразки в громадянській війні в Китаї.
Західна Німеччина офіційно підтримала політику одного Китаю, сподіваючись знайти китайську підтримку возз'єднання Німеччини. У 1972 році Західна Німеччина офіційно встановила дипломатичні контакти з КНР, хоча неофіційні контакти існували з 1964 року.

### Новітня історія
У 2020 році між двома країнами виникла дипломатична суперечка, коли МЗС Німеччини видалило прапор Тайваню зі сторінки, що описує двосторонні відносини.
У 2020 році Даніела Клюкерт висловила підтримку зміцненню відносин з Тайванем.
У січні 2021 року уряд Німеччини звернувся до уряду Тайваню з проханням допомогти переконати тайванські напівпровідникові компанії збільшити виробництво, оскільки глобальний дефіцит напівпровідників перешкоджає відновленню німецької економіки після пандемії COVID-19. Брак напівпровідників спричинив простоювання виробничих ліній транспортних засобів, що призвело до того, що міністр економіки Німеччини Петер Альтмаєр особисто звернувся до міністра економіки Тайваню Ван Мей-хуа, намагаючись змусити тайванські напівпровідникові компанії збільшити свої виробничі потужності.
У липні 2021 року представник Німеччини в Тайвані Томас Принц був нагороджений Великою медаллю Тайваню за дипломатію.
У жовтні 2021 року твіт від Global Times із закликом до «остаточного вирішення тайванського питання» був засуджений Френком Мюллером-Розентріттом з Вільної демократичної партії за його схожість з «остаточним вирішенням єврейського питання», яке призвело до Голокост.
У грудні 2021 року Бундестаг ухвалив резолюцію, яка закликає уряд розширювати зв'язки та співпрацю з Тайванем.
У жовтні 2022 року делегація Бундестагу на чолі з Клаусом-Петером Вільшем відвідала Тайвань.
У березні 2023 року Німеччина і Тайвань підписали угоду, яка розширила співпрацю в правових і кримінальних справах. У липні 2023 року міністр юстиції Німеччини Марко Бушманн і міністр юстиції Тайваню Цай Чінг-сян зустрілися в Німеччині, вперше міністри юстиції двох країн зустрілися віч-на-віч офіційно.

## Представництва

### Німецький інститут Тайбей
Німецький інститут щорічно проводить свято Октоберфест.